# Lozania glabrata
Lozania glabrata är en tvåhjärtbladig växtart som beskrevs av Alwyn Howard Gentry. Lozania glabrata ingår i släktet Lozania och familjen Lacistemataceae.
Artens utbredningsområde är Colombia. Inga underarter finns listade i Catalogue of Life.